# Геберт, Константы
Константы Юлиан Геберт (пол. Konstanty Julian Gebert; род. 22 августа 1953, Варшава, Польская Народная Республика) — польский журналист, правозащитник, исследователь истории евреев Польши, общественный деятель. В 1989—2022 годах — обозреватель газеты Gazeta Wyborcza, в которой публиковался под псевдонимом Давид Варшавский (пол. Dawid Warszawski).

## Семья
Отец — революционер Болеслав Геберт (1895–1986), из католической семьи, вырос в районе Тыкоцина; один из основателей Коммунистической партии США, высокопоставленный чиновник Польской объединённой рабочей партии, посол Польши в Турции. Мать — Кристина Познаньская-Геберт (пол. Krystyna Poznańska-Gebert; 1916–1991), потомок польских евреев из Варшавы. Дед по матери — Юлиан Познаньский, преподаватель Ремесленной школы в Еврейской гмине Варшавы. Родители до Второй мировой войны были деятелями польского коммунистического подполья.
Сводная сестра — Люцина Геберт (пол. Lucyna Gebert), сводный брат Арманд (пол. Armand Gebert; 1922—2009), журналист из Детройта.
От первого брака с Данутой Пиевской есть дочь Наталья, от второго брака с Малгожатой Геберт (1952—2011) есть дети Ян, Зофья и Шимон.

## Биография
В возрасте 15 лет в 1968 году участвовал в студенческих протестах. По словам Геберта, он рассчитывал стать таким же, как его отец, однако вместо похвалы оказался заперт дома на три дня. В дальнейшем Константы сожалел о своём поступке, полагая, что поступил бы со своим сыном точно так же. Член Объединения польских студентов (1970—1974), окончил Варшавский университет в 1976 году (факультет психологии). Преподаватель Варшавской медицинской академии в 1979—1983 годах (отделение психологии), работал в психотерапевтическом объединении «Synapsis».
С 1976 года — член Комитета защиты рабочих и Комитета общественной самообороны «КОР». В 1978 году стал сооснователем Еврейского летучего университета. Член движения «Солидарность» с 1980 года, член Независимого самоуправляемого профсоюза работников науки, техники и образования (пол. Niezależnego Samorządnego Związku Zawodowego Pracowników Nauki, Techniki i Oświaty). В 1982 году вошёл в редакцию журнала KOS, выходившего до 1989 года; публиковался в журналах Tygodnik Mazowsze и Przegląd Wiadomości Agencyjnych под псевдонимом Давида Варшавского и используя его в дальнейшем. В 1989 году был приглашён в качестве журналиста на Круглый стол, о чём написал книгу «Мебель» (пол. Mebel).
В 1989—1992 годах — член Общества польских журналистов. С 1989 по 2022 годы был бессменным журналистом в штате редакции газеты Gazeta Wyborcza, был военным корреспондентом в Югославии во время гражданской войны. В 1992—1993 годах — помощник специального докладчика в Комиссии по правам человека ООН Тадеуша Мазовецкого, по мотивам своих поездок в Югославию написал книгу «Оборона сараевской почты» (пол. Obrona poczty sarajewskiej). В 1997 году основал польский ежемесячный журнал Midrasz о еврейской общине Польши, был его главным редактором в 1997—2000 годах, а также публиковался в ежеквартальном журнале Nigdy Więcej.
С 1990 года читает лекции за рубежом. В 1995 году основал фонд Media Development Investment Fund, до 2000 года был его вице-председателем. С 2011 года ассоциированный член Европейского совета по международным отношениям и директор его варшавского филиала, а также специальный советник по международным вопросам в организации Humanity in Action. Член подготовительного комитета Премии европейской прессы. С 2021 года — член международного совета Австрийской общественной службы за границей. Член Комитета поддержки Музея истории польских евреев Полин.

## Резонансные события
9 января 2014 года, выступая перед Советом Израиля по международным отношениям, Геберт заявил следующее о революциях 1989 года и свержении коммунистических государственных строев:

Люди часто задаются вопросом о важности демократических традиций в Центральной Европе и их роли в победе революции над коммунизмом. Я не думаю, что всё это важно, и вот по какой причине. В Центральной Европе, за исключением Чехословакии, демократические ценности никогда не играли значительную роль. Я не думаю, что демократические традиции — то же самое, что запасы фруктов, которые можно вытащить из кладовки и через 65 лет съесть.
Оригинальный текст (англ.)People often ask about the importance of democratic traditions in Central Europe in ensuring the ultimate success of the revolution that swept away Communism. I do not think it is all that important, and for a straightforward reason. In Central Europe, with the one exception of Czechoslovakia, democratic traditions, such as they were, never played a significant role…I don’t think democratic traditions are like fruit preserves that you can take out of the larder and eat sixty-five years later.”

15 апреля 2022 года стало известно о том, что Константы Геберт уволился из редакции Gazeta Wyborcza после того, как главный редактор газеты Адам Михник отказался называть «неонацистским» украинский полк «Азов». Он предложил называть его «ультраправым», однако Геберт не принял эту позицию

### Авторские публикации
- Przerwa na myślenie, „Miesięcznik Małopolski” (II obieg), Kraków 1986.
- Mebel, Aneks, Londyn 1990, ISBN 0-906601-73-8.
- Antisemitism in the 1990 Polish Presidential Elections, Social Research, vol. 58, no. 4 (Winter 1991), pp. 723–755.
- Magia słów: polityka francuska wobec Polski po 13 grudnia 1981 roku, Aneks, Londyn 1991, ISBN 0-906601-85-1.
- The Dialectics of Memory in Poland: Holocaust Memorials in Warsaw [w:] The Art of Memory: Holocaust Memorials in History, ed. James E. Young, Nowy Jork 1994.
- Obrona poczty sarajewskiej (jako Dawid Warszawski), Prószyński i S-ka, Warszawa 1995, ISBN 83-86669-84-5.
- Dziesięć dni Europy: archeologia pamięci, Świat Książki, Warszawa 2004, ISBN 83-7391-605-9.
- Wojna czterdziestoletnia, Świat Książki, Warszawa 2004, ISBN 83-7391-472-2.
- 54 komentarze do Tory, Austeria, Kraków 2004, ISBN 83-89129-30-2.
- Miejsce pod słońcem. Wojny Izraela, Prószyński i S-ka, Warszawa 2008, ISBN 978-83-7469-742-2.

Переводы на польский
- Psychologia wierzeń religijnych (wybrał i wstępem opatrzył Kazimierz Jankowski; Czytelnik, Warszawa 1990, ISBN 83-07-01764-5.

Редакционные работы
- Alain Finkielkraut, W imię Innego: antysemicka twarz lewicy (autor przedmowy), Sic!, Warszawa 2005, ISBN 83-88807-64-1.
- Fatos Lubonja, Albania – wolność zagrożona: wybór publicystyki z lat 1991–2002 (autor przedmowy), Fundacja Pogranicze, Sejny 2005, ISBN 83-86872-66-7.

## Фильмография
- «Расследования авиакатастроф» (10-й сезон, 12-я серия «Гибель президента»)

## Награды
- Офицер Ордена Возрождения Польши – 2011[18]
- Офицер ордена «За заслуги» — 2018, Франция[19]
- Заслуженный деятель культуры Польши